# Gynandrobrotica scapularis
Gynandrobrotica scapularis es una especie de insecto coleóptero de la familia Chrysomelidae.
Fue descrita científicamente en 1859 por Carl Henrik Boheman.